# Otávio (labdarúgó, 1995)
Otávio Edmilson da Silva Monteiro, ismertebb nevén Otávio (João Pessoa, 1995. február 9. –) brazil születésű portugál válogatott labdarúgó, az en-Naszr játékosa.

## Pályafutása

### Klubcsapatokban
A Santa Cruz és az Internacional akadémiáján nevelkedett. 2012. július 15-én debütált a felnőtt csapatban a Santos ellen. 2013. június 8-án a Cruzeiro ellen megszerezte az első bajnoki gólját.
2014. szeptember 1-jén a portugál Porto csapatába igazolt és öt évre írt alá. Elsőnek a második csapat tagja volt. A 2015-ös téli átigazolási időszakban kölcsönbe került a Vitória Guimarães csapatához. Február 8-án debütált a Belenenses ellen. Május 23-án a szezon utolsó bajnoki mérkőzésén az Académica de Coimbra ellen megszerezte első gólját. A kölcsönszerződést a következő szezonra is meghosszabbították, valamint a Portóval is.
2016. augusztus 12-én a Porto színeiben a Rio Ave ellen debütált. Többször is sérült volt. A 2019–20-as szezonban csapata és a bajnokság egyik legjobb teljesítményt nyújtó labdarúgója volt.
2023. augusztus 22-én kivásárolta szerződéséből az en-Naszr csapata.

### A válogatottban
Pályára lépett a brazil korosztályos válogatottakban. 2021 márciusában megkapta a portugál állampolgárságot. Augusztus 26-án Fernando Santos meghívót küldött neki Írország és Azerbajdzsán elleni 2022-es labdarúgó-világbajnokság-selejtező, valamint a Katar elleni barátságos mérkőzésekre. Szeptember 4-én Katar ellen góllal debütált a Magyarországon megrendezett mérkőzésen a Nagyerdei stadionban.
2022. március 24-én megszerezte második gólját is a válogatottban Törökország ellen. Októberben bekerült az előzetes 55 fős keretbe, majd a szűkítés során a 26 fős keretbe, amely a 2022-es labdarúgó-világbajnokságra utazhatott. 2024. május 21-én Roberto Martínez szövetségi kapitány kihirdette 26 fős Európa-bajnoki keretét, amelyben ő is szerepelt. Június 3-án sérülés miatt kikerült a keretből, helyét Matheus Nunes vette át.

## Statisztika

### A válogatottban
2023. június 20-án frissítve.
| Portugália | Portugália      | Portugália |
| Év         | Pályára lépések | Gólok      |
| ---------- | --------------- | ---------- |
| 2021       | 2               | 1          |
| 2022       | 9               | 1          |
| 2023       | 3               | 1          |
| Összesen   | 14              | 3          |

### Válogatott góljai
| # | Dátum               | Helyszín                                   | Ellenfél    | Gólja | Végeredmény | Kiírás                                       |
| - | ------------------- | ------------------------------------------ | ----------- | ----- | ----------- | -------------------------------------------- |
| 1 | 2021. szeptember 4. | Nagyerdei stadion, Debrecen, Magyarország  | Katar       | 2–0   | 3–1         | Barátságos mérkőzés                          |
| 2 | 2022. március 24.   | Estádio do Dragão, Porto, Portugália       | Törökország | 1–0   | 3–1         | 2022-es labdarúgó-világbajnokság-selejtező   |
| 3 | 2023. március 26.   | Stade de Luxembourg, Luxembourg, Luxemburg | Luxemburg   | 5–0   | 6–0         | 2024-es labdarúgó-Európa-bajnokság selejtező |

## Sikerei, díjai
- Internacional
  - Campeonato Gaúcho: 2013, 2014[28]

- Porto
  - Primeira Liga: 2017–18,[29] 2019–20, 2021–22
  - Portugál kupa: 2019–20, 2021–22, 2022–23
  - Portugál szuperkupa: 2018,[30] 2020[31]

## Külső hivatkozások
- Otávio adatlapja a Transfermarkt oldalon (angolul)
- Otávio adatlapja a Soccerway oldalon (angolul)